# Rede Ferroviária Federal
 (novembre 2021).
Si vous disposez d'ouvrages ou d'articles de référence ou si vous connaissez des sites web de qualité traitant du thème abordé ici, merci de compléter l'article en donnant les références utiles à sa vérifiabilité et en les liant à la section « Notes et références ».
Rede Ferroviária Federal Sociedade Anônima (RFFSA) était une entreprise publique brésilienne de transport ferroviaire qui a couvert une bonne partie du territoire brésilien et avait son siège dans la ville de Rio de Janeiro.

## Histoire
Créé en 1957 avec l'autorisation de la Loi no 3.115, de 16 mars 1957, et dissous conformément aux dispositions établies dans le décret no. 3.277, de 7 décembre 1999, tel que modifié par le décret n°. 4.109, de 30 janvier 2002, par le décret n°. 4.839, de 12 septembre 2003, et par le décret no. 5.103, de 11 juin 2004, reunit 18 chemins de fer régionaux, et avait eu comme but de promouvoir et de gérer le développement dans le secteur des transports par chemin de fer. Leurs services étendue pour les 40 ans avant sa privatisation, promu par le président Fernando Henrique Cardoso, d'exploitation dans quatre des cinq régions brésiliens, dans 19 unités de la fédération.
Le RFFSA a existait depuis 50 ans et 76 jours, officiellement disparu en vertu de la Mésure provisoire no. 353, de 22 janvier 2007, convertie dans la Loi fédérale n° 11.483, de 31 mai 2007.

### Chemins de fer formatrices

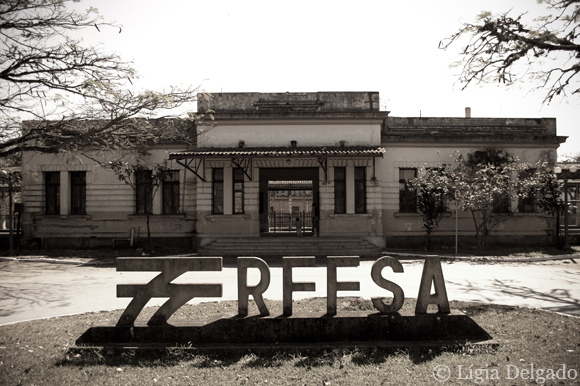
Logo de la RFFSA en face de la gare de São José dos Campos (SP).

La Rede Ferroviária Federal a été formée par l'union de l'actif patrimonial des sociétés suivantes :
- Chemin de fer Madeira-Mamoré
- Estrada de Ferro de Bragança
- Chemin de fer São Luís-Teresina
- Estrada de Ferro Central do Piauí
- Rede de Viação Cearense
- Estrada de Ferro Mossoró-Sousa
- Estrada de Ferro Sampaio Correia
- Rede Ferroviária do Nordeste
- Viação Férrea Federal do Leste Brasileiro
- Estrada de Ferro Bahia-Minas
- Estrada de Ferro Leopoldina
- Estrada de Ferro Central do Brasil
- Rede Mineira de Viação
- Estrada de Ferro Goiás
- Estrada de Ferro Santos-Jundiaí
- Estrada de Ferro Noroeste do Brasil
- Rede de Viação Paraná-Santa Catarina
- Estrada de Ferro Dona Teresa Cristina

La Estrada de Ferro de Ilhéus n'a été incorporé dans le RFFSA en 1959, après 2 ans de combats judiciaires entre les propriétaires anglais et le gouvernement brésilien.
Pour une raison inconnue, le chemin de fer de Nazaré a été seulement incorporée dans la RFFSA en 1968, étant éradiquée peu de temps après.
La Estrada de Ferro Santa Catarina et le Viação Férrea do Rio Grande do Sul ont été loués aux gouvernements de leurs respectifs états, à l'époque, avant d'être absorbées par le réseau. La Estrada de Ferro Tocantins resté sous le régime spécial de l'administration jusqu'en 1974, quand elle a été éradiquée.
Seuls les chemins de fer nationalisés par le gouvernement de São Paulo ont été laissés en dehors de la RFFSA, formant en 1971 l'entreprise publique Fepasa.

### Maillage Paulista
En 1998, la RFFSA, déjà dans la phase de liquidation, a intégré la Ferrovia Paulista S.A. (FEPASA), opérateur de l'anciennes Ligne Tronco et Ligne Tronco Oeste, suivie, en décembre de cette année, par la privatisation de la maillage. Dans les années suivantes, la Maillage Paulista serait exploité par:
- Ferrovia Bandeirantes S. A. (FERROBAN, 1998-2008)
- América Latina Logística Malha Paulista S. A. (ALL, 2008-2015)
- Rumo Malha Paulista S.A. (depuis 2015)

### Privatisation et liquidation

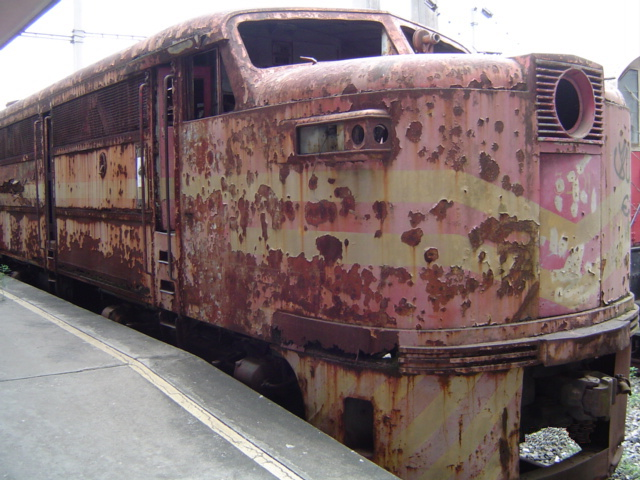
Locomotive abandonnée de la RFFSA dans le Musée du train, à Rio de Janeiro.

La privatisation a été une des alternatives pour reprendre les investissements dans le secteur ferroviaire. Le gouvernement de Fernando Henrique Cardoso a donné des lignes publique à l'initiative privée pourrait envisager le transport de marchandises. Toutefois, les services publics ne sont pas intéressés pour le transport de passagers, qui a été presque totalement éteint au Brésil.
Le règlement a été signé le 17 décembre de 1999, par une résolution de l'assemblée générale des actionnaires, étant définitivement aboli par la Loi fédérale n° 11.483, 31 mai 2007, a déjà dans le gouvernement de Luís Inácio Lula da Silva.
Est en processus de privatisation, étant le transfert du maillage existant (vingt-deux mille kilomètres de lignes - 1996 - correspondant à 73 % du total national) à l'initiative privée, entre 1996/98, donnant lieu à des recettes pour le gouvernement fédéral d'environ R$ 1,764 milliard.
En 1998, RFFSA a intégré la Ferrovia Paulista S.A. - FEPASA, qui a été suivie, en décembre de cette année, la privatisation de la maille.
La concession de 30 ans que les objectifs établis pour l'augmentation du volume transporté, la modernisation et l'expansion du système. Les nouveaux opérateurs devrait investir en R$ 3,8 milliards[réf. nécessaire] pendant le temps que dure le contrat.
L'objectif plus large de la transmettre au secteur privé [réf. nécessaire] était de mettre un fin des goulots d'étranglement dans les infrastructures dans le secteur ferroviaire dans le pays, en raison d'un manque de capacité d'investissement de l'état, à l'époque, et la presse a fait des explications que soi-disant il y avait une pression des intérêts du néolibéralisme.

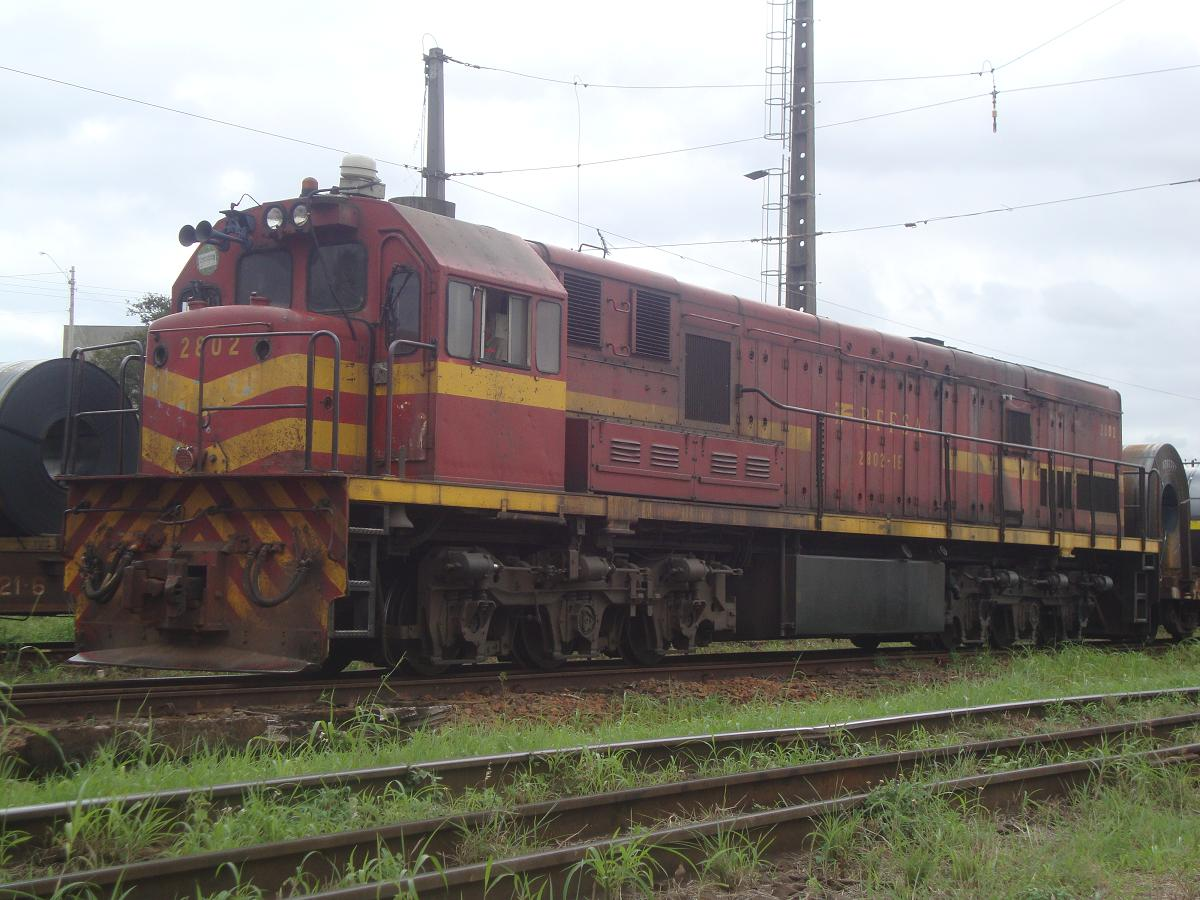
Vieille locomotive de la RFFSA, actuellement exploitée par la Ferrovia Centro-Atlântica, dans la gare de Boa Vista à Campinas (SP).

## Concessionnaires ferroviaires au Brésil aujourd'hui
- SuperVia - (maillage métropolitaine du Rio de Janeiro de l'ancienne EFCB)→ Contrôlée par Odebrecht TransPort ;
- MRS Logística S.A. - (maillage de l'intérieur de Rio de Janeiro, Minas Gerais et São Paulo des anciennes EFCB et EFSJ) ;
- Transnordestina Logística S.A ;
- Ferrovia Centro-Atlântica S.A. - FCA ;
- Ferrovia Sul Atlântico → Contrôlée par ALL ;
- Ferroban – Ferrovias Bandeirantes → intégré par ALL ;
- Ferrovia Novoeste S.A. → intégré par ALL ;
- Grupo Brasil Ferrovias S.A. → intégré par ALL;
- Ferrovia Teresa Cristina S.A. - FTC

## Entités conservatrices de la mémoire ferroviaire
- Associação Brasileira de Preservação Ferroviária - ABPF
- Associação Nacional de Preservação Ferroviária - ANPF
- Projeto Memória Ferroviária de Pernambuco - MFPE